# Подільська телевежа
Поді́льська телеве́жа — суцільнометалева просторова ґратована телевізійна вежа у селі Вестерничани Подільського району Одеської області. Спорудження телевежі було завершене в 1971 році. Висота вежі разом з антенами становить 196 метрів, висота верхнього майданчика — 180 метрів. Наразі з вежі є мовлення 4-х цифровових мультиплексів,  та радіо FM. Телевежа обслуговує північно-західну частину Одеської області, зокрема Подільськ та Подільський район, Окни, Балту, частини Ананьївського, Балтського, Кодимського, Окнянського та Захарівського районів.
Вежа побудована за типовим проектом 3803-КМ (34084-КМ). До висоти 155 метрів — піраміда з переломами поясів на 32 і 64 метрах. Далі призма базою 1,75×1,75 метра висотою 25 метрів. Верхній майданчик 2,5×2,5 метра на відмітці 180 метрів і труба для турнікетної антени.
За цим проектом побудовані, і тому однакові, наступні вежі: Андріївська (Черняхівська), Білопільська, Донецька, Івано-Франківська, Кам'янська, Кропивницька, Луганська, Львівська, Одеська, Подільська, Черкаська, Чернівецька і ряд інших.